# 대통령배 (경마)
대통령배는 한국 마사회 주최로 렛츠런 파크 서울에서 2004년부터 시행 중인 G1 급 대상 경주이다.

## 역사

### 대통령배 상전 경마 시행과 폐지

#### 대통령배 상전 경마
뚝섬 경마장의 관람대 신축을 기념하여 1964년 "대통령배 상전 경마"의 이름으로  총 상금 30만원의 대통령배가 시행된 적이 있었다. 그러나 대통령은 불참한 상태였다. 1회 개최에 그치고 마는데, 마필의 수급이 원활하지 않았기 때문이라 여겨진다.
당시 대상경마는 상전 경마라는 이름으로 행해졌는데, 일정하게 짜여진 경마 계획에 따라 시행된 것이 아닌, 고위급 인사가 경마장을 방문하면 곧바로 고위급 인사의 직위를 딴 상전경주를 실시하는 등의 즉흥에 따른 것에서도 일부 기인한다고 이해할 수 있다.

#### 대통령배 국제친선 경마대회
4년 뒤, 1968년 한국 마사회가 호주로부터 경주마 90두를 수입하게 된 계기로 일본, 호주, 미국, 말레이시아, 필리핀 기수가 참가하는 "대통령배 국제 친선 대회"가 5월 25일 ~ 6월 3일 간 (토, 일, 월)에 개최되었다. 해당 대회는 1968년, 1969년 2년 연속 개최되었다가 1970년대 이후로는 중단되었다.

### 대통령배의 부활
2004년 당시 경마의 연 관람인원은 1600만 명에 이른다. 경마 시행을 통해 연 1조원이 넘는 세금을 정부에 납부함에도 경마는 여타 스포츠 경기와는 다르게 국가 원수의 명칭을 사용한 경주가 없었고, 사회적으로도 우호적인 대접보다 도박의 일종으로서 인식되는 경향이 많았다.
한국 마사회는 2004년 '마사회 이미지 혁신 프로젝트'와 연계하여 기업 이미지와 경마 산업의 중요성을 홍보하기 위하여 국가 원수의 이름으로 시행되는 최고액 상금의 대상 경주를 실시하게 된다. 최고 권위의 대통령배 대상 경주를 실시하게 하여 대중 스포츠로서 경마가 새롭고 건전한 관람문화를 창출하는데 도움이 될 것이라는 점도 근거로 삼았다.
2004년 대통령배의 부활 당시 경주 조건으로는 국내산 1군, 연령 오픈, 2000m의 조건으로 시행되었다. 당시의 총 금은 3억 원으로서  당시 최고액 경주 상금을 기록했다. 한국 마사회는 대통령배의 홍보를 위해 예산 3억원을 편성하여 고객들에게 경품을 지급하기도 했다.

## 경주 (2019년 기준)

### 출주 조건
서러브레드 계 3세 이상, 국OPEN.

### 경주 거리
2000m

### 상금액
총 상금 8억 원
1등 4억 5천 6백 만원, 2등 1억 6천 8백 만원, 3등 1억 4백 만원, 4등 4천 만원, 5등 3천 2백 만원